# Himantura uarnacoides
Himantura uarnacoides  (лат.) — вид рода хвостоколов-гимантур из семейства хвостоко́ловых отряда хвостоколообразных надотряда скатов. Они обитают в тропических водах восточной части Индийского и западной части Тихого океана. Встречаются на глубине до 30 м. Максимальная зарегистрированная ширина диска 119 см. Грудные плавники этих скатов срастаются с головой, образуя ромбовидный диск. Рыло слегка удлинённое и заострённое. Хвост длиннее диска. Кожные кили на хвостовом стебле отсутствуют.
Подобно прочим хвостоколообразным Himantura uarnacoides размножаются яйцеживорождением. Эмбрионы развиваются в утробе матери, питаясь желтком и гистотрофом. Являются объектом целевого промысла.

## Таксономия и филогенез
Впервые вид был научно описан в 1852 году как Trygon uarnacoides. Видовой эпитет обусловлен сходством с кольчатым хвостоколом (Himantura uarnak). Этот вид часто путают с H. lobistoma, H. hortlei and H. pastinacoides. Младшим синонимом является Himantura bleekeri.

## Ареал и места обитания
Himantura uarnacoides обитают в восточной части Индийского океана и в центрально-западной части Тихого океана от побережья Индии до вод, омывающих Яву и Индонезию. Эти скаты встречаются на глубине до 30 м. Заходят в эстуарии рек на Сабахе. Одна особь была поймана в солёном озере недалеко от устья реки Кинабатанган.

## Описание
Грудные плавники этих скатов срастаются с головой, образуя ромбовидный диск. Треугольное рыло формирует тупой угол, его заострённый вытянутый кончик выступает за края диска. Позади глаз расположены брызгальца. На вентральной поверхности диска имеются 5 пар жаберных щелей, рот и ноздри. Между ноздрями пролегает лоскут кожи с бахромчатым нижним краем. Мелкие притуплённые зубы выстроены в шахматном порядке и образуют плоскую поверхность. Кнутовидный хвост превышает длину диска. Кожные складки на хвостовом стебле отсутствуют. На дорсальной поверхности в центральной части хвостового стебля расположен тонкий шип, соединённый протоками с ядовитой железой. Максимальная зарегистрированная ширина диска 119 см, а общая длина 300 см.

## Биология
Подобно прочим хвостоколообразным Himantura uarnacoides относится к яйцеживородящим рыбам. Эмбрионы развиваются в утробе матери, питаясь желтком и гистотрофом. Ширина диска новорожденных около 24,4 см. У самцов половая зрелость наступает при достижении ширины диска 76 см. На этих скатах паразитируют моногенеи и цестоды.

## Взаимодействие с человеком
Himantura uarnacoides являются объектом целевого лова. Их добывают с помощью донных тралов, неводов и жаберных сетей. Мясо используют в пищу в свежем и солёном виде. Кроме того, ценятся хрящи и шкура. В Таиланде из кожи этих скатов шьют портмоне, ремни, сумки, обувь и т. д. Вид страдает загрязнения окружающей среды. Международный союз охраны природы присвоил этому виду статус сохранности «Уязвимый».